# Copidosoma australis
Copidosoma australis är en stekelart som beskrevs av Girault 1917. Den ingår i släktet Copidosoma och familjen sköldlussteklar. Arten förekommer i Australien och inga underarter finns listade i Catalogue of Life.